# Francisco Pizarro (calciatore)
Francisco Javier Pizarro Cartes (Osorno, 10 maggio 1989) è un ex calciatore cileno, di ruolo attaccante.